# DPKO
DPKO (engleză Department of Peacekeeping Operations) este un departament al Națiunilor Unite, care este însărcinat cu planificarea, pregătirea, gestionarea și conducerea operațiunilor de menținere a păcii ale ONU.  